# Aeroporto d'Abruzzo
De luchthaven Pescara (Italiaans: Aeroporto d'Abruzzo) (IATA: PSR, ICAO: LIBP) ligt circa 4 km ten zuidwesten van de Italiaanse stad Pescara. Het luchthaventerrein strekt zich uit over twee provincies: de terminal en het noordoostelijk deel van de landingsbaan bevinden zich in de provincie Pescara, terwijl het zuidwestelijk deel van de landingsbaan in de provincie Chieti ligt. De luchthaven is in 1996 opengesteld voor burgerluchtvaart en sindsdien maakt de luchthaven een gestage groei door. Met name Ryanair, dat onder andere vluchten aanbiedt vanaf Charleroi, is verantwoordelijk voor deze groei.